# 加治川治水ダム
加治川治水ダム（かじかわちすいダム、かじがわちすいダム）は、新潟県新発田市、加治川本流に建設されたダムである。日本最大の治水ダムであり、同じく加治川上流に建設された内の倉ダムとともに同川の治水を担う。

## 概要
高さ106.5メートルの重力式コンクリートダムであり、加治川の治水を目的にして建設された。ダム地点において毎秒1,600トンの洪水を1,250トンカットして下流に毎秒350トンを放流する。

## 周辺
ダム湖内は公園として整備されており、キャンプ場やバーベキュー広場がある。
ダムの上流側には東北電力の加治川ダム（加治川ダム - ダム便覧）、さらに上流側には秘湯・湯の平温泉がある。焼峰山や蒜場山への登山道入口ともなっている。